# Belgische Hockeynationalmannschaft der Damen

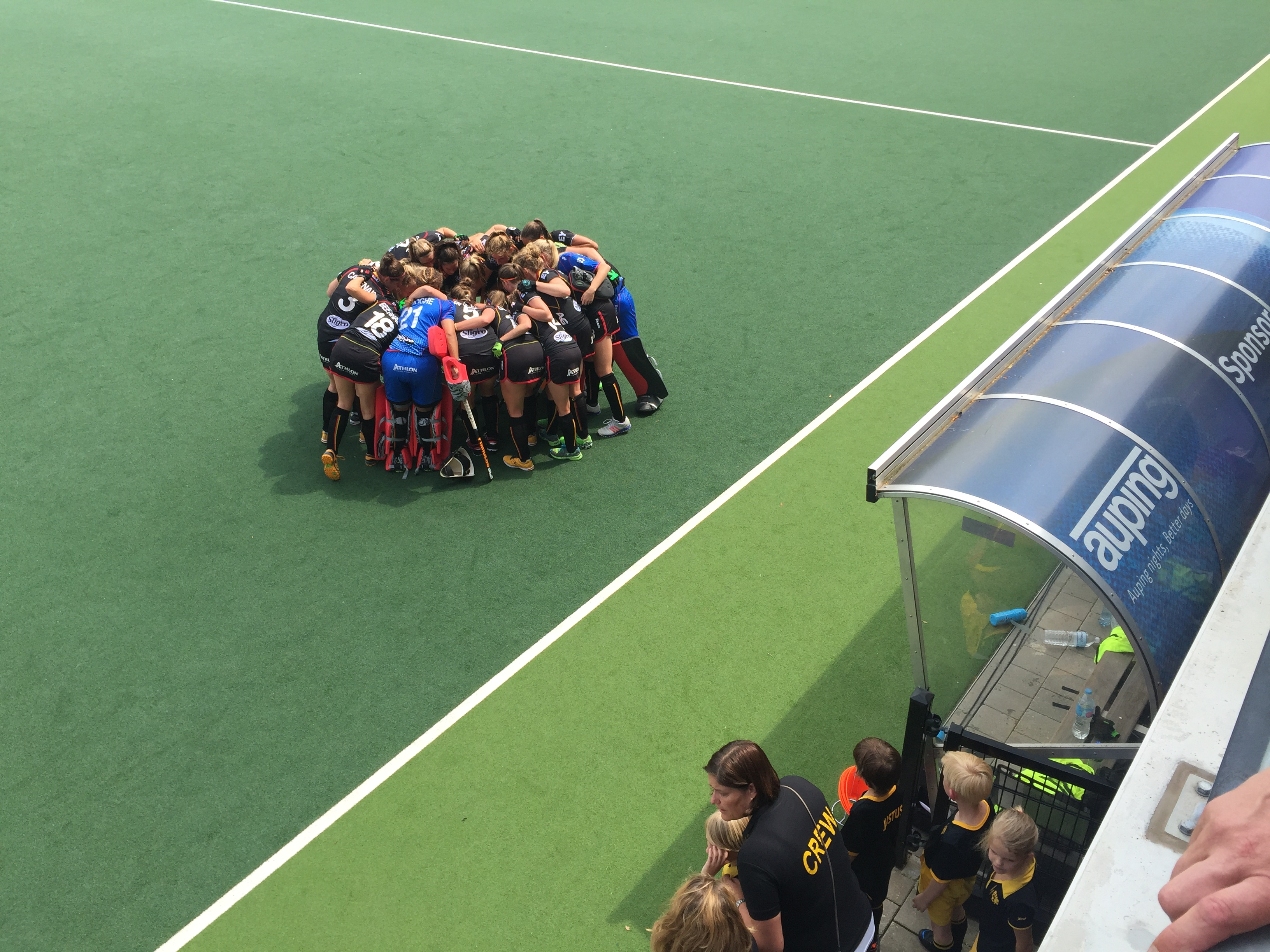
Bild der Nationalmannschaft auf dem Feld (2016)

Die belgische Hockeynationalmannschaft der Frauen vertritt Belgien auf internationalen Wettbewerben.
Ihr größter Erfolg ist die Bronzemedaille bei der Hockey-Weltmeisterschaft 1978.
Aktuell (Juni 2025) steht die Nationalmannschaft in der Weltrangliste im Feldhockey auf Rang 3 und im Hallenhockey auf Rang 5.

## Turniere
Bisher hat die Mannschaft noch nie an der Champions Trophy teilgenommen.

### Olympische Spiele
- 2012 – Platz 11
- 2024 – Platz 4

### Weltmeisterschaften
- 1974 Platz 5
- 1975 keine Teilnahme
- 1976 Platz 4
- 1978 Bronze
- 1979 keine Teilnahme
- 1981 Platz 8
- 1983–2010 keine Teilnahme
- 2014 Platz 12
- 2018 Platz 10
- 2022 Viertelfinale

### Europameisterschaften
- 1984 – Platz 8
- 1987 – Platz 9
- 1991 – Platz 7
- 1995 – Platz 11
- 1999 – Platz 11
- 2003–2009 keine Teilnahme
- 2011 – Platz 5
- 2013 – Platz 4
- 2015 – Platz 5
- 2017 – Silber
- 2019 – Platz 6
- 2021 – Bronze
- 2023 – Silber
- 2025 – Platz 4